# Конго червоний
Конго червоний — червоний азобарвник та індикатор pH: в нейтральному та лужному середовищі має червоний колір, а в кислому — синій.
Виявляє канцерогенні властивості.

## Історія

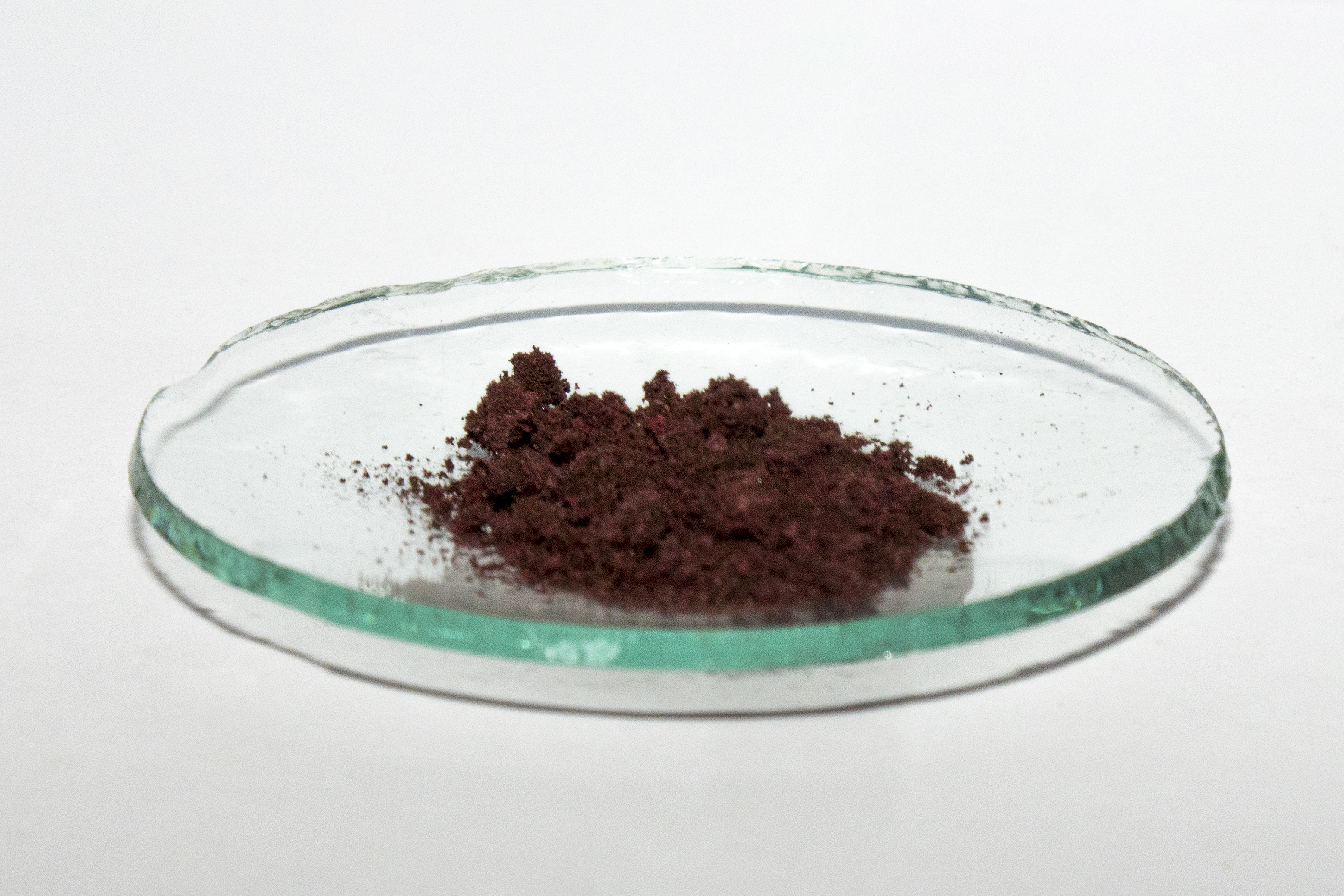
Порошок Конго червоного

Вперше Конго червоний синтезував Пауль Беттігер в 1883 році. Він хотів створити pH-індикатор, і отримав новий червоний барвник. Його особливість була в тому, що це був перший прямий барвник, тобто ним можна фарбувати без протрави.
Конго червоний був представлений у Берліні в 1885 році. Це був перший економічно вигідний прямий барвник. Його запатентувала берлінська корпорація AGFA.

## Отримання
Отримують азосполученням діазотованого бензидину з сіллю 4-амінонафталенсульфокислоти:

## Властивості

Спектр поглинання Конго червоного

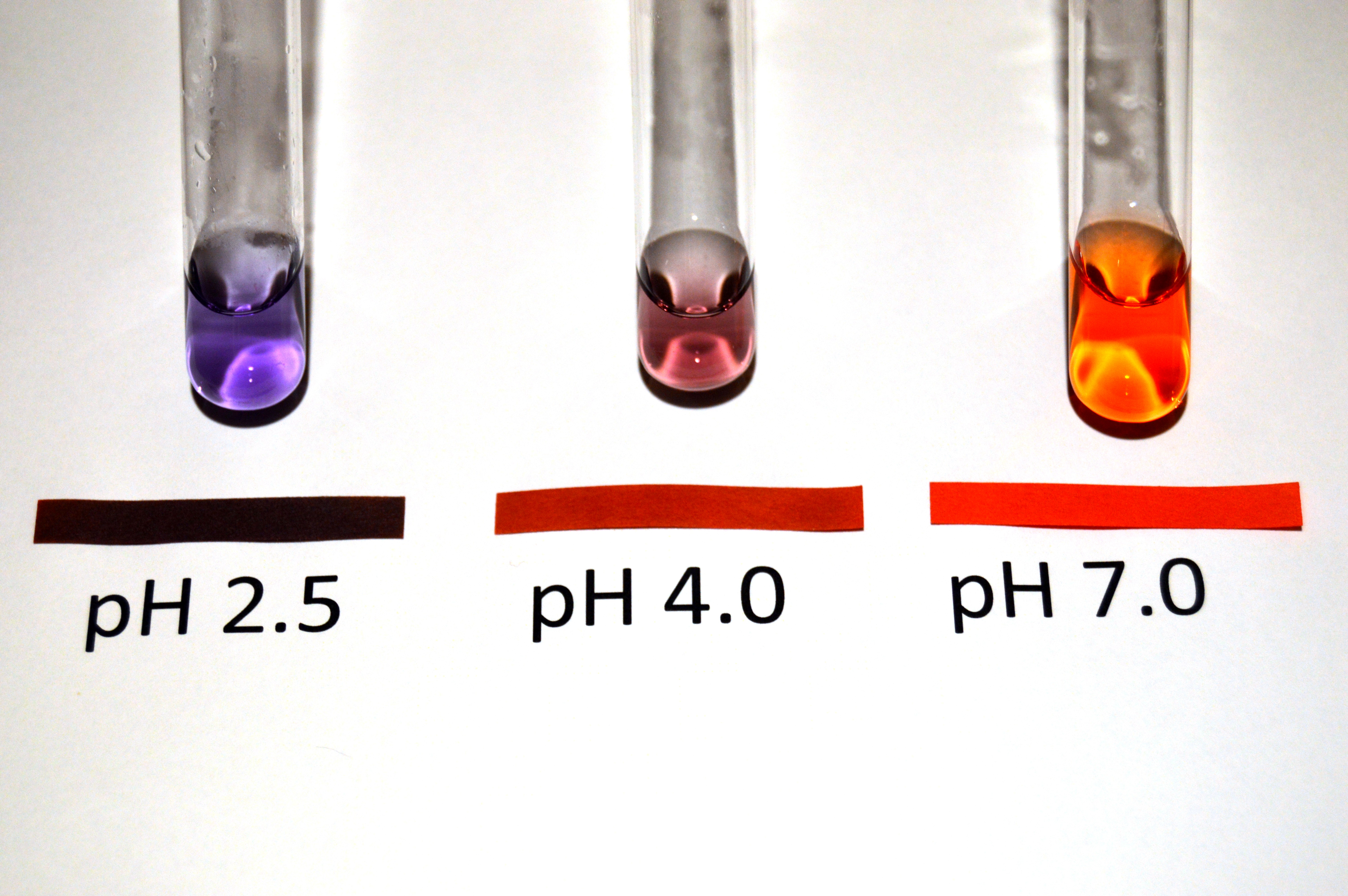
Зміна кольору при різних рН

Дві азогрупи барвника роз'єднані біфенільним зв'язком внаслідок його вільного обертання. Проте це роз'єднання неповне, тому цей барвник має глибший колір, ніж той, який утворюється при азосполученні діазотованого аніліну з 4-амінонафталенсульфокислотою. λмакс = 497 нм, що відповідає червоному кольору.